# Fatoumata Le-jeune Kaba
Pour les articles homonymes, voir Kaba.
Fatoumata Lejeune-Kaba, née en 1969, est une journaliste d'origine guinéenne travaillant pour le Haut Commissariat des Nations unies pour les réfugiés  en tant que chargée de communication.

## Biographie et études
Fatoumata Kaba fait ses études aux États-Unis, elle fréquente le collège Woodrow Wilson et le Montgomery College dans le Maryland et obtient un diplôme en journalisme.
En 1992, elle retourne en Guinée pour travailler à la radio et la télévision guinéennes et CNN ; 
En 1998, elle devient correspondante de l'agence de presse Reuters, puis travaille pour l'Unité des communications du programme des Nations unies pour le développement avant de rejoindre le Haut Commissariat des Nations unies pour les réfugiés (HCR) en 2000. 
Le 25 février 2002, elle devient la déléguée du HCR pour la République démocratique du Congo, la République du Congo, la République centrafricaine, le Gabon, le Cameroun et l'Ouganda. Elle est alors en poste à Kinshasa.
Elle travaille également en Côte d'Ivoire, avant de s'installer à Genève en tant que chargée de communication couvrant l'Afrique centrale, orientale, occidentale et australe et les statistiques,.